# Eleições no Território Federal do Amapá em 1954
As eleições no território federal do Amapá em 1954 ocorreram em 3 de outubro como parte das eleições gerais no Distrito Federal, em 20 estados e nos territórios federais do Acre, Rondônia e Roraima. No presente caso, a Constituição de 1946 fixou um deputado federal para representar cada um dos territórios federais então existentes.

## Resultado da eleição para deputado federal
Conforme o acervo do Tribunal Superior Eleitoral, foram apurados 4.114 votos nominais (96,85%), 24 votos em branco (0,56%) e 110 votos nulos (2,59%), resultando no comparecimento de 4.248 eleitores. Nos territórios federais representados por um deputado federal, será observado o princípio do voto majoritário.

### Chapa do PSD
| Candidatos a deputado federal em 1954 | Partido | Votação | Percentual | Cidade onde nasceu | Unidade federativa | Observações            |
| Coaracy Nunes                         | PSD     | 3.517   | 85,49%     | Alenquer           | Pará               | [ 5 ] [ 6 ] [ nota 2 ] |
| Hildemar Maia                         | PSD     | -       | -          | Belém              | Pará               | [ 7 ] [ 6 ] [ nota 2 ] |
| Fontes:                               |         |         |            |                    |                    |                        |

### Chapa do PTB
| Candidatos a deputado federal em 1954 | Partido | Votação | Percentual | Cidade onde nasceu | Unidade federativa | Observações |
| João Bruno Alípio Lobo                | PTB     | 597     | 14,51%     |                    |                    |             |
|                                       | PTB     | -       | -          |                    |                    |             |
| Fontes:                               |         |         |            |                    |                    |             |